# Філ Хіт
Філліп Джерод «Філ» Гіт (англ. Phillip Jerrod «Phil» Heath) — американський професійний бодібілдер. Семиразовий володар титулу Містер Олімпія (2011,2012, 2013,2014,2015,2016,2017).

## Життєпис
Філліп Джеррод Гіт народився 18 грудня 1979 року в Сієтлі. В дитинстві він відрізнявся любов'ю до ігрового спорту, зокрема до баскетболу. У 1998 році Філ Гіт вступив до університету Денвера, де його прийняли в чоловічу збірну з баскетболу на позицію шутера (закидаючого). Гіт проявив себе як досить перспективний і цінний гравець і незабаром став незамінний у команді.
Грати в справжньою баскетбольній лізі — було мрією всіх хлопців того району, де жив Філ. І він не хотів упускати свій шанс. Це змушувало його тренуватися з особливим завзяттям і старанністю. Гіт завжди залишався в залі після тренування і ще довго кидав м'яч у кільце, відточуючи свою навичку і розвивав свої м'язи, щоб хоч якось компенсувати недолік в зрості. Уже через рік команда Філа стала переможцем першого студентського дивізіону і він удостоївся іменної спортивної стипендії.
Із закінченням університету в 2002 році закінчилася і кар'єра Гіта як баскетболіста. Однак цей спорт дав йому багато чого і насамперед: залізне завзятість у бажанні досягти поставленої мети, витривалість і дисциплінованість. Останнє Філ відзначає особливо, тому що без самоконтролю та вміння чітко слідувати повчанням тренера неможливо домогтися успіху ні в одному виді спорту.
Перший час після випуску Філ намагався й далі грати в баскетбол. Так він прийшов в один зі спортивних залів Денвера, де незабаром і залишився тренуватися, але вже як початківець-культурист. Це рішення Гіт прийняв не відразу: він критично оцінив свої шанси стати професійним гравцем і зрозумів, що в 23 роки з його невисоким зростом йому буде непросто пробитися в яку-небудь пристойну команду. Однак до того часу він уже мав чудово накачане тіло, яке розвинули роки тренувань. Філ це розумів і вирішив вкласти всі свої сили і засоби в бодібілдинг. Він звернувся по допомогу до фахівців, які склали для нього тренувальну програму і пояснили принципи правильного спортивного харчування. Як зізнався Гіт через кілька років, останнє і було найважчим для нього: будучи гравцем, він їв 3 рази на день потроху, тепер же доводилося робити це 6, а то й 7 разів.

## Кар'єра в бодібілдингу
Філ Гіт приступив до підготовки до свого першого в житті турніру з бодібілдингу — Чемпіонат Північного Колорадо 2003. Життя навчило Гіта до будь-якої справи підходити серйозно і бодібілдинг не став винятком. Філ твердо вирішив, у що б то не стало стати видатним культуристом. І перше, що належало зробити на цьому шляху — виграти турнір в Колорадо. Гіт купив собі фотоапарат і щотижня знімав себе з різних ракурсів. Так він міг бачити, які саме м'язи відстають у розвитку, яким потрібна додаткове навантаження і як він прогресує.
Чемпіонат Північного Колорадо 2003 року не тільки приніс Філу першу перемогу як культуристу, а й звів його з висхідною суперзіркою бодібілдингу професійним культурістом Джеєм Катлером, який був запрошений на турнір з гостьовим виступом. Джей був здивований успіхами новачка і вирішив після виступу поговорити з ним особисто. Так Філ Гіт познайомився зі своїм майбутнім другом і наставником.
Наступного року Гіт стає Містером Колорадо, а ще через рік виграє Джуніор Нешіналс 2005 і Чемпіонат США у важкій ваговій категорії і стає професіоналом.
За три роки виступів Гіт не зазнав жодної поразки. Він доріс до статусу професіонала так швидко, як цього до нього не робив ніхто. Про успіхи 25-річного атлета починає говорити весь спортивний світ. В світі професійного бодібілдингу у багатьох культуристів є прізвиська, отримані за будь-які заслуги і Філу Гіту було відразу ж присвоєно таке — «The Gift» або ж «Обдарований», що ясно говорило про винятковість його тіла.
7 серпня 2020 року Філ Гіт оголосив про повернення в змагальний бодібілдинг після дворічної перерви і заявив про те, що буде брати участь в Містер Олімпія 2020.
На Містер Олімпія 2020 Філ Хіт, який не брав участі в змаганнях з бодібілдингу більше двох років, посів третє місце.

## Антропометрія
- Зріст: 175 см
- Змагальна вага: 114 кг
- Вага в міжсезоння: 131 кг
- Шия: 47 см
- Біцепс: 58 см
- Талія: 73,5 см
- Стегно: 81 см
- Груди: 143 см

## Виступи
- Містер Олімпія — 1 місце (2011, 2012, 2013, 2014, 2015, 2016, 2017)
- Арнольд Класік — 2 місце (2008, 2010)
- Ironman Pro Invitational — 1 місце (2008)
- Чемпіонат США — 1 місце (2005)
- Шеру Класік — 1 місце (2011, 2012)